# NHK Trophy de 2000
NHK Trophy de 2000 foi a vigésima primeira edição do NHK Trophy, um evento anual de patinação artística no gelo organizado pela Federação Japonesa de Patinação (em japonês:  日本スケート連盟), e que fez parte do Grand Prix de 2000–01. A competição foi disputada entre os dias 30 de novembro e 3 de dezembro, na cidade de Asahikawa, Japão.

## Eventos
- Individual masculino
- Individual feminino
- Duplas
- Dança no gelo

## Medalhistas
| Evento                        | Ouro                                        | Prata                                            | Bronze                                   |
| Individual masculino detalhes | Evgeny Plushenko · Rússia                   | Ilia Klimkin · Rússia                            | Li Chengjiang · China                    |
| Individual feminino detalhes  | Irina Slutskaya · Rússia                    | Maria Butyrskaya · Rússia                        | Tatiana Malinina · Uzbequistão           |
| Duplas detalhes               | Shen Xue · Zhao Hongbo · China              | Sarah Abitbol · Stéphane Bernadis · França       | Maria Petrova · Alexei Tikhonov · Rússia |
| Dança no gelo detalhes        | Marina Anissina · Gwendal Peizerat · França | Margarita Drobiazko · Povilas Vanagas · Lituânia | Kati Winkler · René Lohse · Alemanha     |

## Resultados

### Individual masculino
| Pos.              | Nome              | Nacionalidade  | Pontos | PC | PL |
| ----------------- | ----------------- | -------------- | ------ | -- | -- |
| Medalha de ouro   | Evgeni Plushenko  | Rússia         | 1.5    | 1  | 1  |
| Medalha de prata  | Ilia Klimkin      | Rússia         | 4.0    | 2  | 3  |
| Medalha de bronze | Li Chengjiang     | China          | 4.5    | 5  | 2  |
| 4                 | Takeshi Honda     | Japão          | 7.5    | 7  | 4  |
| 5                 | Dmitri Dmitrenko  | Ucrânia        | 8.0    | 6  | 5  |
| 6                 | Andrejs Vlascenko | Alemanha       | 8.0    | 4  | 6  |
| 7                 | Ben Ferreira      | Canadá         | 9.5    | 3  | 8  |
| 8                 | Anthony Liu       | Austrália      | 11.5   | 9  | 7  |
| 9                 | Yamato Tamura     | Japão          | 15.0   | 12 | 9  |
| 10                | Roman Skorniakov  | Uzbequistão    | 15.0   | 10 | 10 |
| 11                | Trifun Zivanovic  | Estados Unidos | 15.0   | 8  | 11 |
| 12                | Laurent Tobel     | França         | 17.5   | 11 | 12 |
| WD                | Elvis Stojko      | Canadá         | —      | WD |    |

### Individual feminino
| Pos.              | Nome             | Nacionalidade  | Pontos | PC | PL |
| ----------------- | ---------------- | -------------- | ------ | -- | -- |
| Medalha de ouro   | Irina Slutskaya  | Rússia         | 1.5    | 1  | 1  |
| Medalha de prata  | Maria Butyrskaya | Rússia         | 3.0    | 2  | 2  |
| Medalha de bronze | Tatiana Malinina | Uzbequistão    | 5.0    | 4  | 3  |
| 4                 | Angela Nikodinov | Estados Unidos | 6.5    | 5  | 4  |
| 5                 | Fumie Suguri     | Japão          | 6.5    | 3  | 5  |
| 6                 | Jennifer Kirk    | Estados Unidos | 9.0    | 6  | 6  |
| 7                 | Júlia Sebestyén  | Hungria        | 10.5   | 7  | 7  |
| 8                 | Yoshie Onda      | Japão          | 12.5   | 9  | 8  |
| 9                 | Alisa Drei       | Finlândia      | 13.0   | 8  | 9  |
| WD                | Michelle Currie  | Canadá         | —      | WD |    |

### Duplas
| Pos.              | Nome                                    | Nacionalidade  | Pontos | PC | PL |
| ----------------- | --------------------------------------- | -------------- | ------ | -- | -- |
| Medalha de ouro   | Shen Xue / Zhao Hongbo                  | China          | 2.0    | 2  | 1  |
| Medalha de prata  | Sarah Abitbol / Stéphane Bernadis       | França         | 3.5    | 3  | 2  |
| Medalha de bronze | Maria Petrova / Alexei Tikhonov         | Rússia         | 3.5    | 1  | 3  |
| 4                 | Pang Qing / Tong Jian                   | China          | 6.0    | 4  | 4  |
| 5                 | Jacinthe Larivière / Lenny Faustino     | Canadá         | 8.0    | 6  | 5  |
| 6                 | Danielle Hartsell / Steve Hartsell      | Estados Unidos | 8.5    | 5  | 6  |
| 7                 | Viktoria Shliakhova / Grigori Petrovski | Rússia         | 10.5   | 7  | 7  |
| WD                | Inga Rodionova / Andrei Kroukov         | Azerbaijão     | —      | WD |    |

### Dança no gelo
| Pos.              | Nome                                  | Nacionalidade  | Pontos | DC | DO | DL |
| ----------------- | ------------------------------------- | -------------- | ------ | -- | -- | -- |
| Medalha de ouro   | Marina Anissina / Gwendal Peizerat    | França         | 2.0    | 1  | 1  | 1  |
| Medalha de prata  | Margarita Drobiazko / Povilas Vanagas | Lituânia       | 4.0    | 2  | 2  | 2  |
| Medalha de bronze | Kati Winkler / René Lohse             | Alemanha       | 6.0    | 3  | 3  | 3  |
| 4                 | Elena Grushina / Ruslan Goncharov     | Ucrânia        | 8.0    | 4  | 4  | 4  |
| 5                 | Sylwia Nowak / Sebastian Kolasiński   | Polônia        | 10.6   | 5  | 6  | 5  |
| 6                 | Tatiana Navka / Roman Kostomarov      | Rússia         | 11.4   | 6  | 5  | 6  |
| 7                 | Debbie Koegel / Oleg Fediukov         | Estados Unidos | 15.0   | 8  | 8  | 7  |
| 8                 | Chantal Lefebvre / Justin Lanning     | Canadá         | 16.0   | 9  | 9  | 7  |
| 9                 | Natalia Romaniuta / Daniil Barantsev  | Rússia         | 16.0   | 7  | 7  | 9  |
| 10                | Nakako Tsuzuki / Rinat Farkhoutdinov  | Japão          | 20.0   | 10 | 10 | 10 |
| 11                | Nelly Gourvest / Cedric Pernet        | França         | 22.0   | 11 | 11 | 11 |
| 12                | Nozomi Watanabe / Akiyuki Kido        | Japão          | 24.0   | 12 | 12 | 12 |

## Quadro de medalhas
| Ordem | País        | Medalha de ouro | Medalha de prata | Medalha de bronze |    | Ordem por total |
| ----- | ----------- | --------------- | ---------------- | ----------------- | -- | --------------- |
| 1     | Rússia      | 2               | 2                | 1                 | 5  | 1               |
| 2     | França      | 1               | 1                |                   | 2  | 2               |
| 3     | China       | 1               |                  | 1                 | 2  | 2               |
| 4     | Lituânia    |                 | 1                |                   | 1  | 4               |
| 5     | Alemanha    |                 |                  | 1                 | 1  | 4               |
| 5     | Uzbequistão |                 |                  | 1                 | 1  | 4               |
| TOTAL | TOTAL       | 4               | 4                | 4                 | 12 | —               |